# Dieskau

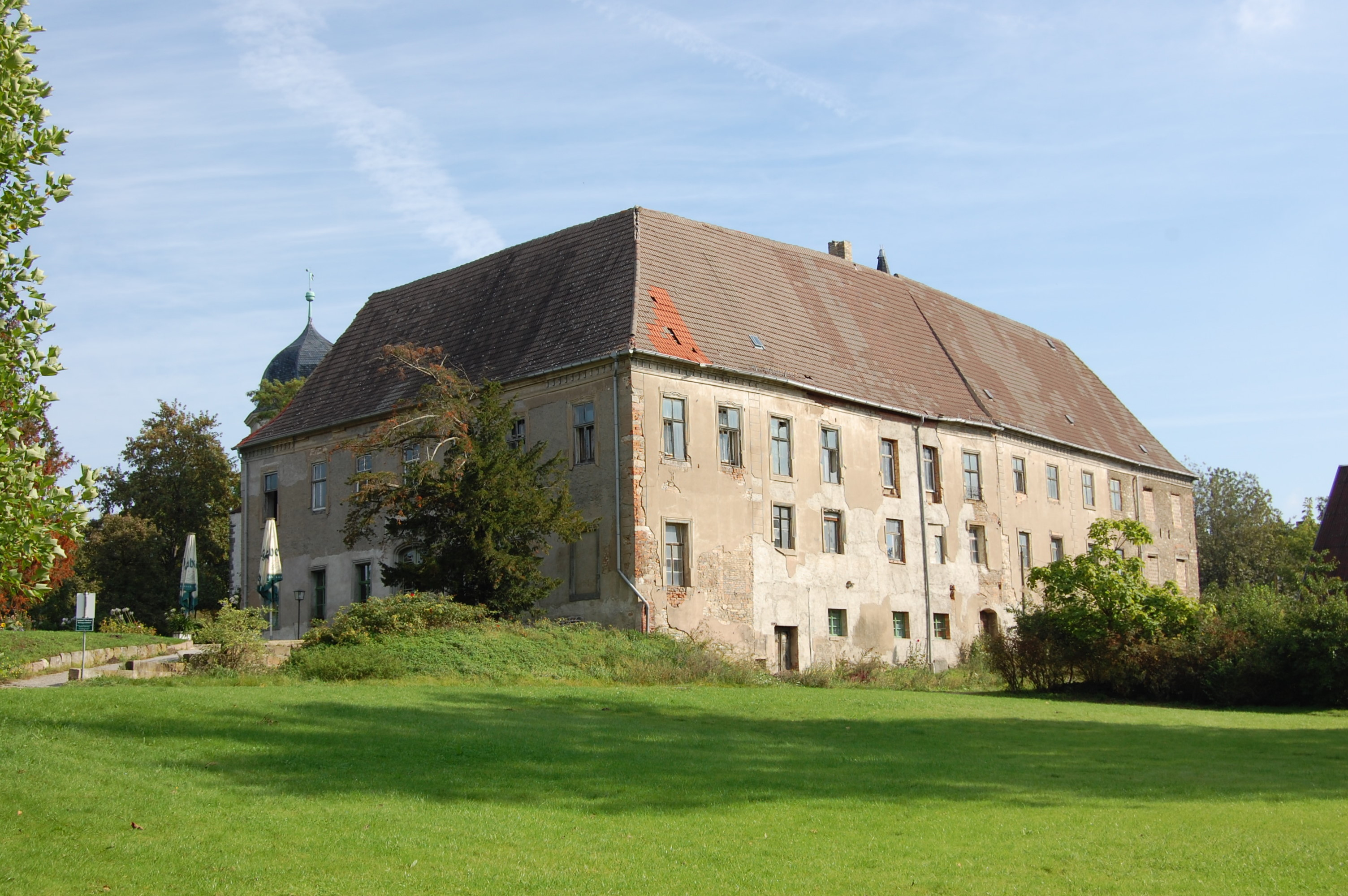
Schloss Dieskau

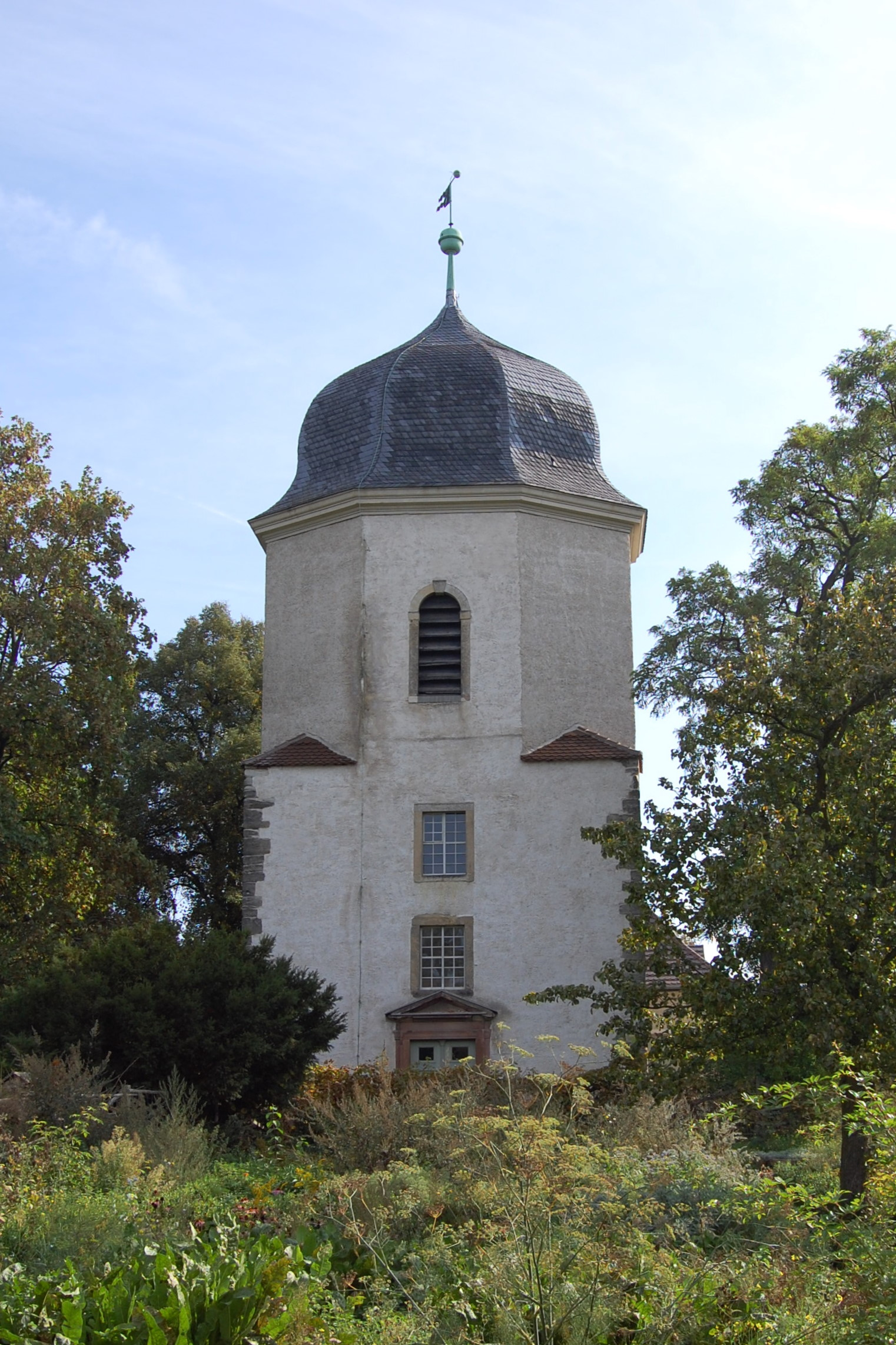
Sankt-Anna-Kirche

Dieskau ist eine Ortschaft der Gemeinde Kabelsketal im Saalekreis in Sachsen-Anhalt. Zu Dieskau gehören die Ortsteile Dieskau und Zwintschöna (bis Anfang des 19. Jh. Tzschwinschena später Zwintschena).

## Lage und Verkehr
Der etwa 3.100 Einwohner zählende Ort liegt etwa 8 Kilometer östlich von Halle (Saale). Zum Ortsteil gehört auch das Dorf Zwintschöna. Westlich der Ortslage befindet sich das sumpfige Gebiet der Reideniederung, südlich die Elsteraue. Dieskau verfügt über einen Haltepunkt an der Bahnstrecke Halle–Leipzig. Unweit des Orts verlaufen die B 6 und die Bundesautobahn 14.

## Geschichte

### Vor- und Frühgeschichte
Funde aus prähistorischer Zeit verweisen auf eine lange Siedlungsgeschichte der Gegend um Dieskau. So wurden zahlreiche auf die Bronzezeit datierte Gegenstände gefunden.
1904 wurde ein Hortfund mit auf ca. 2000 bis 1700 vor Beginn unserer Zeitrechnung datierten Bronzeobjekten von insgesamt 16 Kilogramm Gewicht gehoben (Depot II von Dieskau). 1937 wurde in einem Braunkohletagebau ein weiterer Fund aus dem gleichen Zeitraum mit einem Gewicht von 45 Kilogramm ausgebaggert, der u. a. 293 Beile enthielt (Depot III von Dieskau). Aus dem Bornhöck, einem 1874 geplünderten frühbronzezeitlichen Grabhügel der Aunjetitzer Kultur, gelangte ein Depotfund aus der gleichen Zeit von ursprünglich angeblich 13 goldenen Objekten (der sog. Depotfund I von Dieskau) in den Handel. Dieses war der größte Golddepotfund aus der frühen Bronzezeit in Mitteleuropa. Nur noch fünf dieser Objekte konnten 1874 von den Staatlichen Museen Berlin gekauft werden. Diese Stücke gelangten nach 1945 als Beutegut ins Puschkin-Museum Moskau. Untersuchungen und Nachgrabungen an der Fundstelle in den Jahren 2014/15 lassen die Grabstätte eines mächtigen Fürsten vermuten, in dessen Besitz möglicherweise die Himmelsscheibe von Nebra war.

### Mittelalter und Neuzeit
In der Zeit um 800 besiedelten Sorben das Gebiet, bereits um 880 wurden sie von Germanen vertrieben. In den Sümpfen um Dieskau befand sich eine sorbische Wasserburg.
Etwa um 1200 ging wohl aus einer Lehensvergabe die Familie von Dieskau hervor. Die Familie erwarb zwei Sattelhöfe und formte daraus ein Rittergut. Im Jahr 1426 brannte Dieskau im Zuge einer Auseinandersetzung zwischen dem Magdeburger Erzbischof und der Stadt Halle nieder. 1636, während des Dreißigjährigen Kriegs, wurde Dieskau durch kroatische Truppen zerstört. Durch den Westfälischen Frieden von 1648 gelangte Dieskau vom Herzogtum Braunschweig an Preußen. Der unter adliger Gerichtsbarkeit stehende Ort gehörte seitdem wie das durch das Amt Giebichenstein verwaltete Dorf Zwintschöna zum Saalkreis des Erzstifts Magdeburg. 1680 kam dieses als Herzogtum Magdeburg unter brandenburg-preußische Herrschaft. Dieskau blieb bis zum Aussterben der adligen Familie im Jahr 1744 in deren Besitz. Oberamtmann Johann Friedrich Alburg erwarb das Gut. Es fiel dann durch Heirat an den Kammerdirektor Carl Christoph von Hoffmann. Er ließ den Schlosspark Dieskau anlegen. Ab 1853 war die Familie von Bülow Eigentümer des Guts, bis es 1945 enteignet wurde.
Mit dem Frieden von Tilsit wurden Dieskau und Zwintschöna im Jahr 1807 dem Königreich Westphalen angegliedert und dem Distrikt Halle im Departement der Saale zugeordnet. Beide Orte gehörten zum Kanton Dieskau, dessen Hauptort Dieskau wurde. Nach der Niederlage Napoleons und dem Ende des Königreichs Westphalen befreiten die verbündeten Gegner Napoleons Anfang Oktober 1813 den Saalkreis. Bei der politischen Neuordnung nach dem Wiener Kongress 1815 wurden Dieskau und Zwintschöna im Jahr 1816 dem Regierungsbezirk Merseburg der preußischen Provinz Sachsen angeschlossen und dem Saalkreis zugeordnet.
1937 wurde in Dieskau ein Umspannwerk der Reichssammelschiene errichtet. Am 20. Juli 1950 wurde Zwintschöna nach Dieskau eingemeindet. Die Gemeinde wurde dann zum 1. Januar 2004 in die Einheitsgemeinde Kabelsketal eingemeindet.
In der Zeit nach der politischen Wende des Jahres 1989 stieg durch den Bau neuer Eigenheimgebiete die Einwohnerzahl. Auch kam es zu Gewerbeansiedlungen in neu eingerichteten Gewerbegebieten. Insoweit wirkt sich die Nähe des Orts zu den benachbarten Großstädten Halle und Leipzig aus.

## Politik
Ortsbürgermeister von Dieskau ist Martin Senkbeil (CDU). Im siebenköpfigen Ortschaftsrat ist Pro Kabelsketal mit vier, die CDU mit einem, Die Linke mit einem und die SPD mit einem Mitglied vertreten.

## Wappen
| Wappen von Dieskau | Blasonierung: „Wellengeteilt von Blau und Silber (Weiß), oben auf der Teilungslinie ein schwimmender silberner Schwan, golden (gelb) bewehrt, die Flügel gelüftet; unten ein blauer Fisch.“ |
| Wappen von Dieskau | |

## Einrichtungen
In Dieskau besteht ein Kindergarten und eine Grundschule. Darüber hinaus verfügt Dieskau über zwei Hotels und ein Altenpflegeheim. Mitte der 1980er wurde in unmittelbarer Umgebung der Schule an der B 6, eine Kiesgrube zum Motocross- und Offroadpark Dieskau umgebaut. Der Streckenbetreiber Motorsportverein Dieskau veranstaltet bis heute Internationale Enduro- und Motocrossveranstaltungen, wie beispielsweise die Mannschaftswettbewerbe der Welt- und Europameisterschaft der Motocross-Classics. Am nördlichen Rand von Zwintschöna in Richtung des halleschen Stadtteils Reideburg liegt das Naturbad Friedrichsbad.

## Sehenswürdigkeiten
Bekannt ist Dieskau für das Renaissanceschloss Dieskau und den Schlosspark Dieskau. Nördlich des Schlosses steht die aus dem 18. Jahrhundert stammende Sankt-Anna-Kirche. Ebenfalls unter Denkmalschutz steht der Dorfkern des Orts sowie eine Siedlung östlich des Dorfes.

## Söhne und Töchter
- August Dieskau (1805–1889), Kunstgärtner
- Dorothea Händel (geb. Taust, * 10. Februar 1651 in Dieskau; † 27. Dezember 1730 in Halle), Mutter des Komponisten Georg Friedrich Händel
- Friedrich Körner (1815–1888), Schriftsteller, Pädagoge und Redakteur
- Erhard Stollberg (* 1943), Landtagsabgeordneter (CDU)

## Persönlichkeiten
- Carl von Dieskau (Geheimer Rat) (1653–1721), bis 1721 Besitzer Gut Dieskau
- Carl von Dieskau (Landrat) (1679–1744), bis 1744 Besitzer Gut Dieskau
- Robert Pasche (1862–1930), 1892 bis 1927 Pfarrer in Dieskau